# Gilowice (powiat pszczyński)
Gilowice – wieś w Polsce położona w województwie śląskim, w powiecie pszczyńskim, w gminie Miedźna.
W latach 1975–1998 miejscowość należała administracyjnie do województwa katowickiego.
Pod względem obszaru Gilowice są najmniejszym sołectwem w Gminie Miedźna, zajmuje 2,2 km². 

## Oświata
W Gilowicach od września 1994 znajduje się Liceum Ogólnokształcące, które jest jedną z 3 szkół średnich w Polsce położonych na wsi.